# Расщепляемый граф

Расщепляемый граф, разделённый на клику и независимое множество.

В теории графов расщепляемым графом называется граф, в котором вершины можно разделить на клику и независимое множество. Расщепляемые графы впервые изучали Фёлдес и Хаммер, и независимо ввели Тышкевич и Черняк.
Расщепляемый граф может иметь несколько разложений на клику и независимое множество. Так, путь a-b-c является расщепляемым и может быть разбит тремя разными способами:
1. клика {a,b} и независимое множество {c}
2. клика {b,c} и независимое множество {a}
3. клика {b} и независимое множество {a,c}

Расщепляемые графы можно охарактеризовать в терминах их запрещённых подграфов — граф расщепляем в том и только в том случае, когда никакой порождённый подграф не является циклом с четырьмя или пятью вершинами, а также нет пары несвязных вершин (то есть дополнения цикла из 4 вершин).

## Связь с другими семействами графов
По определению, класс расщепляемых графов замкнут по отношению к операции дополнения. Ещё одна характеристика расщепляемых графов, вовлекающая дополнение — это хордальные графы, дополнения которых также хордальны. Поскольку хордальные графы являются графами пересечений поддеревьев деревьев, расщепляемые графы являются графами пересечений различных подзвёзд звёзд. Почти все хордальные графы являются расщепляемыми графами. То есть, при стремлении n к бесконечности, частное от числа хордальных графов с n вершинами к числу разделяемых графов стремится к единице.
Поскольку хордальные графы являются совершенными, то расщепляемые графы тоже совершенны. Двойные расщепляемые графы, семейство графов, полученных из расщепляемых графов удвоением числа вершин (так что клика даёт антисочетание — множество рёбер, находящихся на расстоянии не более 2 друг от друга, а независимое множество превращается в паросочетание), появляется как один из пяти основных классов совершенных графов, из которых можно построить все остальные в доказательство строгой теоремы о совершенных графах.
Если граф и расщепляемый и интервальный, то его дополнение является и расщепляемым, и графом сравнимости, и наоборот. Расщепляемые графы сравнимости, а следовательно и расщепляемые интервальные графы, можно описать в терминах трёх запрещённых подграфов. Расщепляемые кографы — это в точности пороговые графы, а расщепляемые графы перестановки — это в точности интервальные графы, дополнения которых тоже являются интервальными. Кохроматическое число расщепляемых графов равно 2.

## Максимальная клика и максимальное независимое множество
Пусть G — расщепляемый граф, разложенный на клику C и независимое множество I. Тогда любая максимальная клика в расщеплённом графе либо совпадает с C, либо является окрестностью вершины из I. Таким образом, в расщепляемом графе легко найти максимальную клику и, кроме того, максимальное независимое множество . В любом расщепляемом графе должно выполняться одно из следующих утверждений:
1. Существует вершина x в I, такая что C ∪ {x} является полным. В этом случае, C ∪ {x} — максимальная клика и I — максимальное независимое множество.
2. Существует вершина x в C, такая что I ∪ {x} — независимое множество. В этом случае I ∪ {x} — максимальное независимое множество и C — максимальная клика.
3. C является наибольшей кликой и I наибольшим независимым множеством. В этом случае G имеет единственное разложение (C, I) на клику и независимое множество, C является максимальной кликой, и I является максимальным независимым множеством.

Некоторые другие оптимизационные задачи, NP-полные на более общих семействах графов, включая раскраску, решаются просто на расщепляемых графах.

## Последовательности степеней
Одно из замечательных свойств расщепляемых графов — это то, что они могут быть распознаны чисто по их последовательностям степеней вершин. Пусть d1 ≥ d2 ≥ … ≥ dn — последовательность степеней вершин графа G и m — наибольшее значение i, для которого di ≥ i — 1. Тогда G является расщепляемым графом в том и только в том случае, когда
{\displaystyle \sum _{i=1}^{m}d_{i}=m(m-1)+\sum _{i=m+1}^{n}d_{i}.}
Если это выполняется, то m вершин с наибольшими степенями образуют максимальную клику G, а оставшиеся вершины дадут независимое множество.

## Подсчёт расщепляемых графов
Ройл показал, что расщепляемые графы с n вершинами один к одному соответствуют некоторым семействам Спернера. Используя этот факт он нашёл формулу числа (неизоморфных) расщепляемых графов с n вершинами. Для малых значений n, начиная с n = 1, эти числа равны
1, 2, 4, 9, 21, 56, 164, 557, 2223, 10766, 64956, 501696, … последовательность A048194 в OEIS.
Это перечисление ранее доказали Тышкевич и Черняк.

## Дальнейшее чтение
- Главу о расщепляемых графах можно прочесть в книге Мартина Чарльза Голумбика (Martin Charles Golumbic) «Algorithmic Graph Theory and Perfect Graphs».